# Lancer du disque féminin aux Jeux olympiques d'été de 1936
Navigation
Los Angeles 1932 Londres 1948
L'épreuve du lancer du disque féminin aux Jeux olympiques d'été de 1936 s'est déroulée le 4 août 1936 au Stade olympique de Berlin, en Allemagne. Elle est remportée par l'Allemande Gisela Mauermayer.

## Résultats
| Rang               | Athlète                | Pays            | Marque  | Note |
| ------------------ | ---------------------- | --------------- | ------- | ---- |
| Médaille d'or      | Gisela Mauermayer      | Reich allemand  | 47,63 m | OR   |
| Médaille d'argent  | Jadwiga Wajs           | Pologne         | 46,22 m |      |
| Médaille de bronze | Paula Mollenhauer      | Reich allemand  | 39,80 m |      |
| 4                  | Ko Nakamura            | Japon           | 38,24 m |      |
| 5                  | Hide Mineshima         | Japon           | 37,35 m |      |
| 6                  | Birgit Lundström       | Suède           | 35,92 m |      |
| 7                  | Ans Panhorst-Niesink   | Pays-Bas        | 35,21 m |      |
| 8                  | Gertrude Wilhelmsen    | États-Unis      | 34,43 m |      |
| 9                  | Helen Stephens         | États-Unis      | 34,33 m |      |
| 10                 | Gabre Gabric           | Italie          | 34,31 m |      |
| 11                 | Margarethe Held        | Autriche        | 34,05 m |      |
| 12                 | Margareta Schieferovai | Tchécoslovaquie | 34,03 m |      |
| 13                 | Veronika Kohlbach      | Autriche        | 34,00 m |      |
| 14                 | Lucienne Velu          | France          | 33,95 m |      |
| 15                 | Fumi Kojima            | Japon           | 33,66 m |      |
| 16                 | Tini Koopmans          | Pays-Bas        | 33,50 m |      |
| 17                 | Vera Neferovia         | Yougoslavie     | 33,02 m |      |
| 18                 | Evelyn Ferrara         | États-Unis      | 32,52 m |      |
| 19                 | Anna Hagemann          | Reich allemand  | 28,48 m |      |

## Légende
Records et Performances
- AR : Record continental (area record)
- CR : Record des championnats (championship record)
- MR : Record du meeting (meet record)
- NR : Record national (national record)
- OR : Record olympique (olympic record)
- PR : Record paralympique (paralympic record)
- PB : Record personnel (personal best)
- SB : Meilleure performance personnelle de la saison (season's best)
- WL : Meilleure performance mondiale de l'année (world leader)
- WJR : Record du monde junior (world junior record)
- WR : Record du monde (world record)

Circonstances et Conditions
- DNF : N'a pas terminé (did not finish)
- DNS : N'a pas pris le départ (did not start)
- DQ : Disqualification (disqualification)
- NM : Aucun essai valable enregistré (No Mark)
- Q : Qualifié « directement » au prochain tour (ou à la prochaine compétition), lors d'une compétition majeure, grâce au classement ou à la réalisation des minima (automatic qualifier)
- q : Qualifié au prochain tour (ou à la prochaine compétition), lors d'une compétition majeure, grâce au repêchage ou à la réalisation de l'une des meilleures performances parmi celles des « non qualifiés directement » (grâce au meilleur temps ou à la meilleure distance par exemple) (secondary qualifier)